# Karl Merkatz

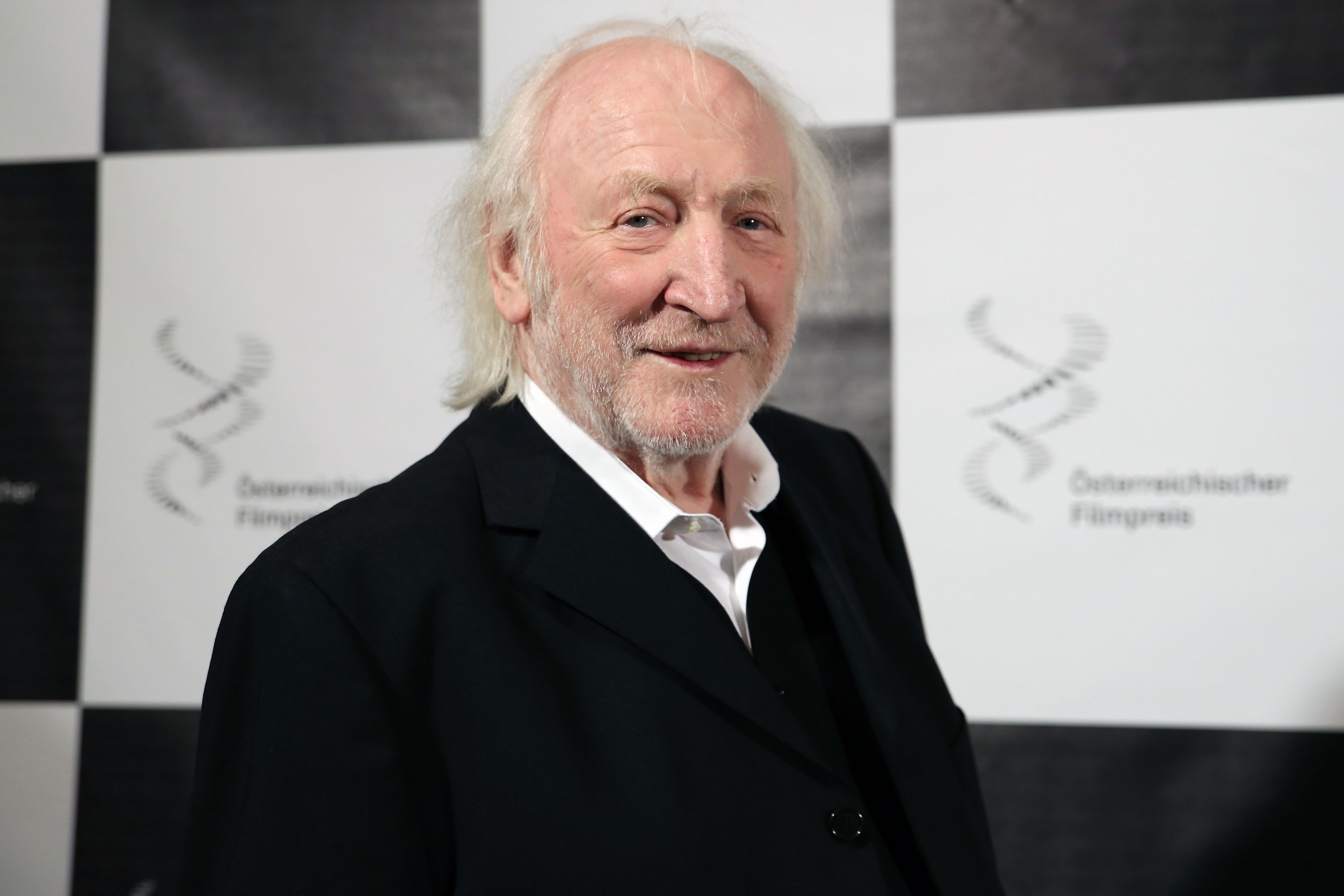
Karl Merkatz (2013)

Karl Merkatz (* 17. November 1930 in Wiener Neustadt; † 4. Dezember 2022 in Irrsdorf) war ein österreichischer Schauspieler. Er wirkte in zahlreichen österreichischen Filmproduktionen und Theaterstücken mit. Zu seinen bekanntesten Rollen gehörte die des Karl Bockerer in der gleichnamigen Filmreihe Der Bockerer sowie die des Edmund „Mundl“ Sackbauer in Ein echter Wiener geht nicht unter.

## Leben

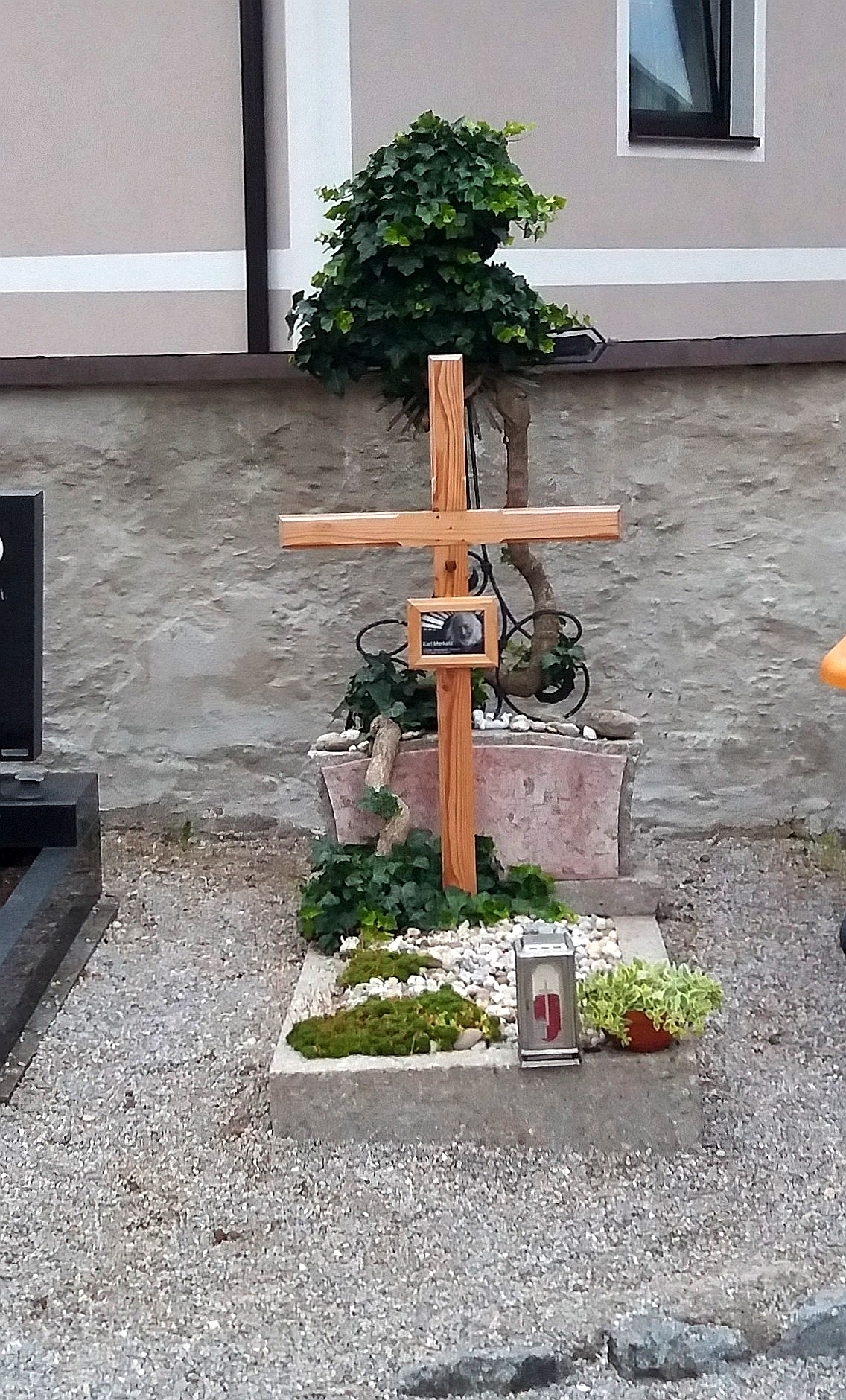
Filialkirche Irrsdorf bei Straßwalchen: Grabstätte von Karl Merkatz

Der Sohn eines Werkzeugmachers und einer Weberin absolvierte zunächst eine Tischlerlehre. Später nahm er in Salzburg, Wien und Zürich Schauspielunterricht und bestand am Mozarteum 1955 seine Abschlussprüfung mit Auszeichnung. Es folgten Theaterengagements unter anderem in Heilbronn, Nürnberg, Salzburg, Köln, Hamburg (Deutsches Schauspielhaus und Thalia Theater), München, Klagenfurt und Wien (Theater in der Josefstadt, Burgtheater, Theater an der Wien). Dabei spielte er mehr als 150 Bühnenrollen, sein Lieblingsstück war Warten auf Godot.
In Heilbronn lernte er seine spätere Ehefrau Martha Metz kennen. Die beiden heirateten 1956 und lebten in Irrsdorf bei Straßwalchen. Der Ehe entstammen zwei Töchter, Gitta (* 2. Juli 1958) und Josefine (* 13. April 1962).

### Film und Theater
Karl Merkatz spielte zahlreiche Rollen in Film und Fernsehen. Einem großen Publikum wurde er als „Mundl“ Edmund Sackbauer in der Fernsehserie Ein echter Wiener geht nicht unter (1975–1979) bekannt, einer Milieustudie, die das Leben einer Wiener Arbeiterfamilie zeigt. Großen Erfolg hatte er auch in Franz Antels Filmen um den Bockerer als Wiener Fleischhauer Karl Bockerer, der im Kampf gegen den Nationalsozialismus, im besetzten Nachkriegsösterreich, während des Ungarischen Volksaufstandes und im Prager Frühling gezeigt wird. Für den ersten Teil erhielt Merkatz den Preis als bester Schauspieler bei den Filmfestspielen Moskau sowie das Filmband in Gold.
Ab 2005 spielte er die Rolle des Benesch von Diedicz in König Ottokars Glück und Ende – die Inszenierung lief bei den Salzburger Festspielen und stand ab Oktober 2005 auf dem Programm des Wiener Burgtheaters. 2005 und 2006 übernahm er im Salzburger Jedermann zwei Rollen – Gott, den Herrn sowie den Armen Nachbarn.

### Musik
In den 1970er Jahren hat Karl Merkatz auch gesungen und einige Schallplatten auf den Markt gebracht.

### Auszeichnungen

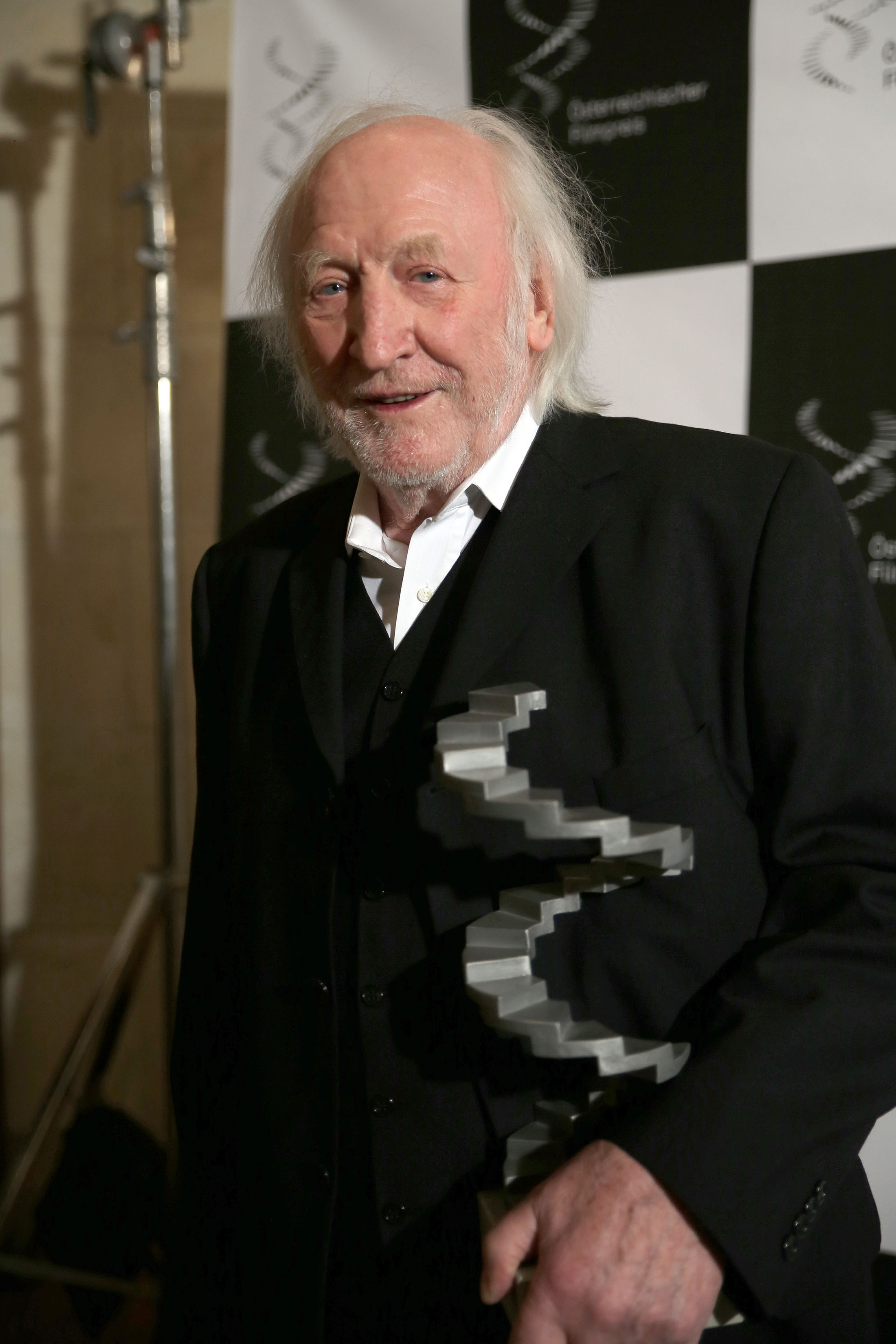
Karl Merkatz mit dem Österreichischen Filmpreis als bester Hauptdarsteller (2013)

- 1981: Internationales Filmfestival Moskau: Bester Schauspieler (Der Bockerer, Teil 1)
- 1982: Deutscher Filmpreis: Filmband in Gold als bester Schauspieler (Der Bockerer, Teil 1)
- 1995: Ehrenmedaille der Bundeshauptstadt Wien in Gold für seine Verdienste an Wiener Theatern und als exzellenter Darsteller von wienerischen Typen
- 1995: Ehrenring von Wiener Neustadt
- 1996: Goldene Romy als beliebtester Schauspieler
- 1999: Österreichisches Ehrenkreuz für Wissenschaft und Kunst
- 2002: Großes Goldenes Ehrenzeichen für Verdienste um das Bundesland Niederösterreich
- 2012: World Film Festival Montreal: Bester Schauspieler (Anfang 80)[3]
- 2012: Zurich Film Festival: besondere Erwähnung (Anfang 80)[3]
- 2013: Österreichischer Filmpreis: Bester männlicher Darsteller (Anfang 80)
- 2016: Österreichisches Ehrenkreuz für Wissenschaft und Kunst I. Klasse
- 2017: Ehrenbürger der Stadt Wiener Neustadt[4]
- 2020: Ehrenbürger von Straßwalchen[5]

## Sonstiges
Karl Merkatz engagierte sich für die Menschenrechtsplattform SOS Mitmensch, deren Vorsitzender er von 1999 bis 2001 war.
Am 19. September 2005 verursachte Merkatz in Henndorf während der Heimfahrt zu seinem Haus in Irrsdorf beim Überholen auf der Wiener Straße B1 einen Unfall, bei dem ein 33-jähriger Motorradlenker ums Leben kam. Im Jänner 2006 wurde er dafür am Landesgericht Salzburg zu einer Freiheitsstrafe von vier Monaten auf Bewährung verurteilt.
Im November 2005 übernahm Karl Merkatz eine Patenschaft um 4.800 Euro pro Jahr für einen Koala im Tiergarten Schönbrunn.

## Filmografie
- 1966: Polizeifunk ruft (Folge 8, Das sichere Versteck)
- 1968: Hafenkrankenhaus (Fernsehserie, Folge Benno, der Fassadenschreck)
- 1969: Doppelagent George Blake
- 1970: Polizeifunk ruft (Folge 51, Die Konservendose)
- 1972: Im Auftrag von Madame – Walzer linksrum
- 1975: Totstellen
- 1975–1979: Ein echter Wiener geht nicht unter (24 Episoden)
- 1976: Der junge Freud
- 1976: Jakob der Letzte (Fernsehfilm, nach dem Roman von Peter Rosegger)
- 1979: Feuer! (Film von Reinhard Schwabenitzky)
- 1979: Easy Radler[7]
- 1981: Der lebende Leichnam
- 1981: Der Bockerer
- 1983: Der Waldbauernbub – Weihnacht in der Waldheimat
- 1983: Tatort: Mord in der U-Bahn
- 1983: Waldheimat (1 Folge)
- 1984: Der Untergang Wiens (Fernsehfilm)
- 1986: Lenz oder die Freiheit
- 1986: Irgendwie und Sowieso
- 1987: Der Joker
- 1987: Der Ochsenkrieg – Fernsehserie
- 1988: Die liebe Familie (Folge 223)
- 1990: Der Rausschmeißer (Regie: Xaver Schwarzenberger)
- 1992: Ein Fall für zwei
- 1992: Mord im Wald
- 1993: Rosamunde Pilcher: Stürmische Begegnung
- 1994: Der Spritzen-Karli
- 1996: Der Bockerer II – Österreich ist frei
- 1997  Stockinger-Lebende-Schieß-Scheiben
- 1997: Der Unfisch
- 1997: Das ewige Lied
- 1998: Drei Herren
- 1999: Der Bulle von Tölz: Tod am Hahnenkamm
- 2000: Der Bockerer III – Die Brücke von Andau
- 2001: Ene mene muh – und tot bist du, Regie: Houchang Allahyari
- 2002: Ein Hund kam in die Küche
- 2002: Ein himmlisches Weihnachtsgeschenk (Fernsehfilm)
- 2002: Am anderen Ende der Brücke
- 2003: Zwei Väter einer Tochter
- 2003: Der Bockerer IV – Prager Frühling
- 2003: Sommer mit den Burggespenstern
- 2004: Frechheit siegt
- 2008: Das Wunder von Loch Ness
- 2008: Echte Wiener – Die Sackbauer-Saga
- 2009: Lasko – Die Faust Gottes
- 2010: Echte Wiener 2 – Die Deppat’n und die Gspritzt’n
- 2011: Anfang 80
- 2012: Vanitas (Kurzfilm)
- 2012: Move On
- 2015: Der Blunzenkönig
- 2015: Kleine große Stimme
- 2019: Otto Neururer – Hoffnungsvolle Finsternis

## Lieder (Auswahl)
- 1976: Heislratz, soll i di beißen
- 1976: Wie immer
- 1977: I bin schiach und du bist schiach
- 1977: Trautes Heim, Glück allein

## Publikationen
- So bin ich. Autobiografie, Styria-Verlag 2005
- Meine liebsten Weihnachtsgeschichten. Haymon, 2008, ISBN 978-3-85218-567-5